# The Soft Parade
The Soft Parade (с англ. — «Тихий парад») — четвёртый студийный альбом американской рок-группы The Doors, выпущенный 18 июля 1969 года на лейбле Elektra. Запись большей части диска началась по окончании напряжённого европейского турне, после которого у группы оставалось малое количество времени для сочинения песен. В свою очередь, продюсер пластинки, Пол Ротшильд, посоветовал The Doors отойти от привычного им звучания и последовать примеру популярных в то время групп The Beatles, The Byrds и Blood, Sweat & Tears, что часто обращались к духовым и струнным инструментам. В то же время фронтмен группы, Джим Моррисон, увлёкся алкоголем и уделял больше времени поэзии, нежели написанию песен, и потому руководство над записью альбома полностью легло на плечи гитариста Робби Кригера.
The Soft Parade не получил одобрения ни от критиков, ни от слушателей. Так, в Billboard 200 пластинка достигла лишь шестой позиции, а в чартах Великобритании и других европейских стран диск вовсе не дебютировал, в отличие от предшественника Waiting for the Sun (1968). Из всех изданных в поддержку альбома синглов — «Touch Me», «Wishful Sinful», «Tell All the People» и «Runnin’ Blue» — лишь первый добился успеха в продажах: он достиг третьей строчки в Billboard Hot 100 и затем получил золотую сертификацию RIAA. Многие музыкальные издания, например, Rolling Stone, остались недовольны пластинкой, в основном из-за попытки The Doors уйти от своего стиля к использованию оркестровых аранжировок. Со временем историки музыки изменили своё мнение о The Soft Parade в лучшую сторону, однако диск всё ещё признаётся одной из самых слабых работ группы при жизни Моррисона.

## Предыстория

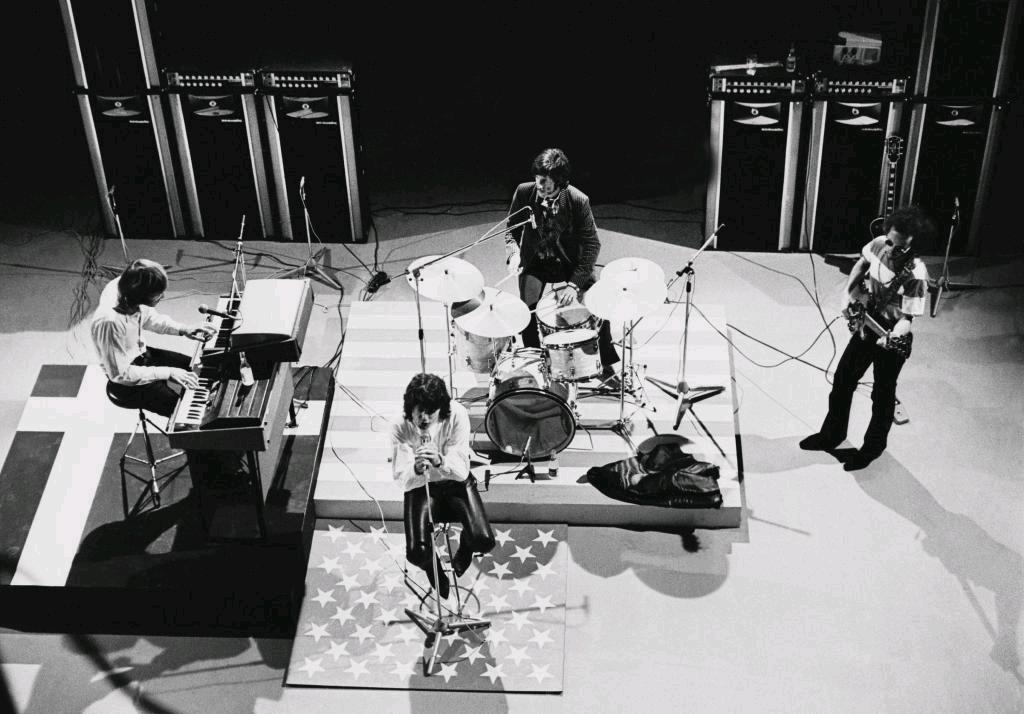
Выступление группы в Falkoner Center для датского телевидения в Копенгагене, 17 сентября 1968 года, за три дня до окончания европейского турне

К середине 1968 года The Doors зарекомендовали себя как одна из самых популярных групп в Соединённых Штатах. В июле они выпустили третий альбом Waiting for the Sun — единственный в их дискографии, возглавивший Billboard 200; сингл «Hello, I Love You» штурмовал международные чарты и добрался до верхней строчки Billboard Hot 100, на которой продержался две недели. Waiting for the Sun ознаменовал первый коммерческий успех группы в Великобритании — пластинка добралась до 16 позиции в альбомном чарте страны. Группа начала планировать концерты на таких вместительных площадках, как Форум и Голливуд-боул в Лос-Анджелесе, и Мэдисон-сквер-гарден в Нью-Йорке. За каждое выступление The Doors получали как минимум 35 тысяч долларов, а минимальная посещаемость их концертов составляла 10 тысяч человек. Массовое признание группы безостановочно росло: все восемнадцать тысяч билетов на выступление 5 июля в Голливуд-боул были распроданы, а калифорнийские радиостанции вроде KHJ, ранее отказывавшиеся проигрывать в эфире песни The Doors, начали спонсировать их выступления. Далее последовало европейское турне, и 2 сентября 1968 года группа покинула Соединённые Штаты почти на три недели — первые четыре концерта состоялись в зале The Roundhouse, Лондон. На разогреве выступали Jefferson Airplane.
Пресса всячески восхваляла The Doors, называя их то «кислотными проповедниками рока», то «чародеями поп-культуры», и употребляла различные жаргонизмы и выражения для привлечения внимания читателей к творчеству группы. Быстро обретённая популярность и провозглашение Моррисона секс-символом прессой и поклонниками оказывали давление не только на Джима, но и на остальных участников The Doors. Тогда Моррисон изменил свои взгляды на массовую культуру. Его стиль работы стал более беспорядочным: он часто уходил в запои и дистанцировался от работы в студии, предпочитая ей поэзию и съёмки фильма «Шоссе: Американская пастораль». Ещё до начала записи пластинки, в середине лета 1968 года, Моррисон пытался абстрагироваться от группы и говорил другим участникам о своей усталости и нервном срыве. Он хотел покинуть группу, но клавишник Рэй Манзарек уговорил его подождать полгода, и если Моррисон будет пребывать в том же состоянии, группа прекратит своё существование. Он согласился.

## Запись
Запись The Soft Parade началась в ноябре 1968 года и закончилась в июне следующего года, в общем и целом продлившись около восьми месяцев, и тем самым став самой длинной сессией за всю карьеру The Doors. Основатель и тогдашний президент лейбла Elektra Джек Хольцман горел желанием повторить «один—два удара» (англ. «one-two punch»), которых группа добилась с одноимённым дебютом и Strange Days, то есть в скором времени получить не менее успешное продолжение Waiting for the Sun. Но Моррисон не собирался сразу браться за работу. Возвращение из европейского тура в Лос-Анджелес и ожидание начала репетиций и студийных сессий погрузили Джима в длительную депрессию; он был расстроен и думал, что The Soft Parade выйдет в большей степени пластинкой гитариста Робби Кригера. Продюсер Пол Ротшильд вспоминал: «На самом деле Джим не был заинтересован [в записи] после Waiting for the Sun. Втянуть его в работу оказалось непосильным». Кроме того, он имел проблемы со здоровьем, связанные с его образом жизни. Неприятности наблюдались не только в жизни Моррисона: у группы не было готового к записи материала — они чуть ли не впервые начинали работать с нуля и проводили время в студии в поисках вдохновения. Звукоинженер Брюс Ботник вспоминал:

Это обычное дело, когда The Doors не могут писать песни в дороге. Собрав все «сладкие плоды с деревьев», им было трудно думать о чём-то другом. И не стоит забывать, что когда Джим скучал <…> [другие участники The Doors] с головой погружались в работу. Это всё, что мы могли сделать. Запись этого альбома заняла очень много времени. У нас постоянно назревали какие-то творческие конфликты. 

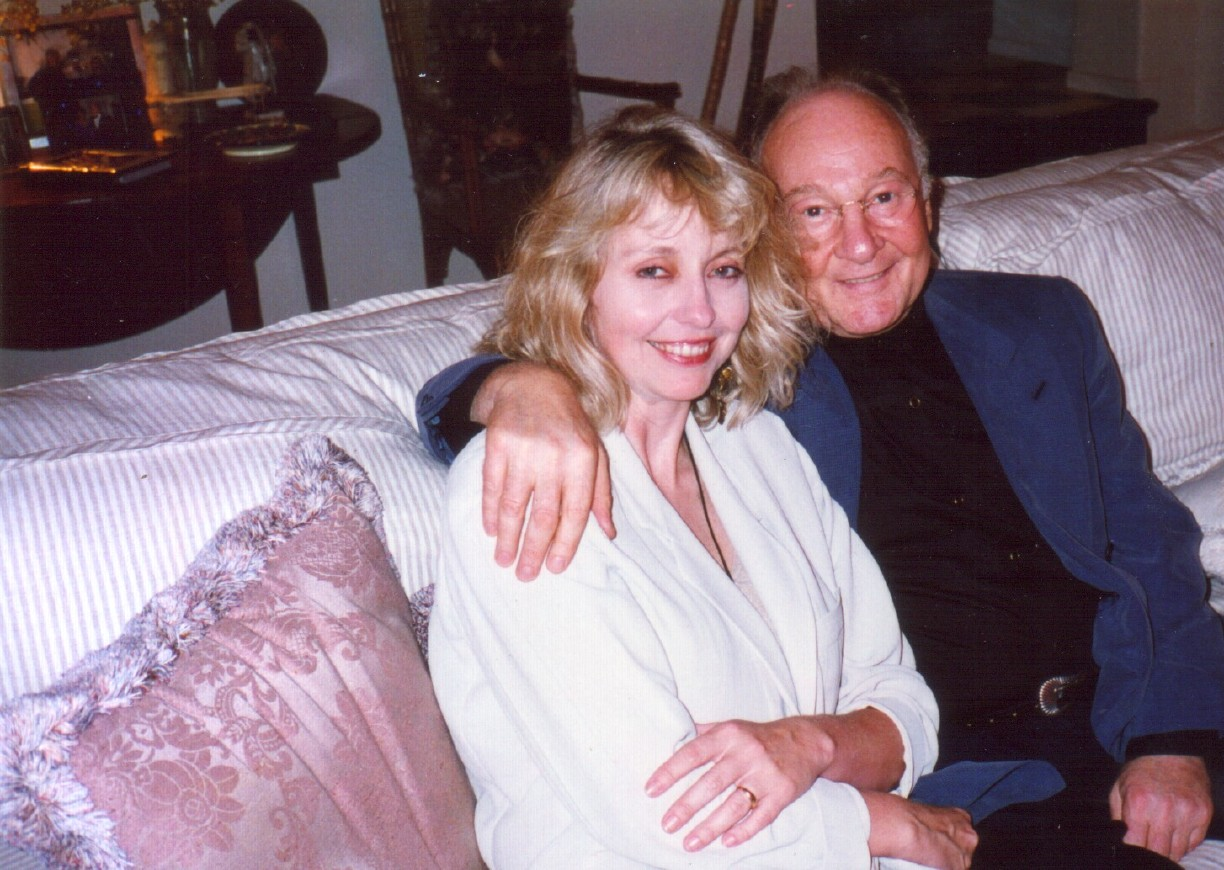
Пол Ротшильд в 1994 году

Хольцман арендовал для группы студию Elektra Sound West, располагавшуюся на бульваре Ла Сьенега в Западном Голливуде. Общие расходы на запись составили 80 тысяч долларов, что в восемь раз превышало сумму, потраченную на создание дебюта. Во время записи Ротшильд пребывал в «требовательно-агрессивном» настроении, занимал часы студийного времени на расстановку микрофонов и добивался нужного ему уровня звука — всё это быстро наскучило Моррисону. Поэтому большую часть времени Джим заявлялся в студию уже «под градусом» и в сопровождении нескольких «угодников» и девушек-групи. Иногда он вовсе не приходил в студию, а зависал в клубе Whisky a Go Go. Алкоголизм Джима, по словам Ботника, объясняет «бессвязный, практически удручающий материал», показывающий «отчаянность» группы. Дотошное отношение Ротшильда к процессу звукоинженер определил как «желание быть великим продюсером»; по его словам, Ротшильд «хотел достичь совершенства. <…> Это было невыносимо, но он делал всё, что мог». Прослушав самые ранние результаты работы над The Soft Parade, Хольцман «пришёл в ужас»; между ним и Ротшильдом завязался длительный спор и первый настаивал на том, чтобы вернуть The Doors к «своим корням». Ротшильд, тогда увлекавшийся кокаином, стоял на своём и заявлял о необходимости использовать оркестровки. «Пол вдалбливал [The Doors] в землю. Это явно не было продюсерским подходом», — говорил Хольцман.
Идея использовать оркестровые инструменты, в частности струнные и духовые, принадлежала Манзареку, так как он не хотел, чтобы The Doors из года в год штамповала материал. Ротшильд также настаивал, чтобы группа не отставала от современных тенденций в рок-музыке и следовала примеру The Beatles, The Byrds и Blood, Sweat & Tears, часто обращавшихся к духовым секциям и струнным оркестровкам. Моррисон же, напротив, не одобрял направление, в котором развивался рок в те годы, и хотел играть ритм-н-блюз в стиле бар-бэндов.

### Оформление
Фотография с обложки The Soft Parade, на которой все участники группы изображены сидящими рядом со штативом для фотоаппарата, была сделана Джоэлом Бродски, ранее работавшим с The Doors над оформлением дебюта и Strange Days. Арт-директор лейбла Elektra Уильям С. Харви вспоминал: «Когда мы снимали обложку альбома, мы хотели частично закрыть их лица. Потому что в то время я не знал, кто [из них] был звездой… Тот факт, что Джим был фронтменом группы, никак к этому не относился, за исключением того, что он был великолепен. Я к тому, что он прекрасно выглядел, и ты понимаешь, что перед камерой он казался единственным [присутствующим]».

## Композиции
По наставлению Ротшильда, The Doors придерживались экспериментального стиля в записи The Soft Parade, следуя таким новаторским работам в поп- и рок-музыке, как The White Album The Beatles и Electric Ladyland Джими Хендрикса. Ротшильд находился в поисках пути достижения нового и нестандартного звучания. Он пригласил к работе над альбомом Пола Харриса для создания струнных и духовых аранжировок, тогда как сессионные музыканты Дуглас Лубан и Харви Брукс были наняты для записи партий бас-гитары. В мелодиях пластинки фигурируют такие жанры как арт-рок, блюз-рок, джаз-фьюжн и психоделический рок. The Soft Parade характеризуется как явный отход группы от звучания, преобладавшего на трёх предыдущих работах, в основном из-за добавления оркестровок; Манзарек вспоминал: «Мы [с Джоном Денсмором] всегда предлагали задействовать нескольких джазовых музыкантов — давайте добавим струнные и духовые, посмотрим, как диск будет звучать со струнными и духовыми секциями».

### Сторона 1
Поскольку Моррисон был в меньшей степени вовлечён в работу над The Soft Parade, ему принадлежала лишь половина песен, и он потребовал указать в буклете автора каждой песни, то есть, вместо классического «все треки написаны The Doors» прописывались инициалы конкретных авторов. Например, Джим не хотел, чтобы открывающую альбом композицию «Tell All the People», особенно её строчку «Неужели не видишь, я расту, бери своё оружие» авторства Кригера, которую он «ненавидел», приписывали ему. По словам Кригера, Джим «боялся людей, приходивших на наши концерты с оружием». «Tell All the People» — трек с идеалистическим подтекстом; Моррисон боялся, что пресса может раскритиковать его за исполнение политических строчек из ряда «бери своё оружие» и поначалу отказывался пропевать её, но потом всё же согласился. В рок-журнале Creem песню назвали «безобидным призывом хиппи к оружию».
Следующая композиция и первый сингл с альбома, «Touch Me» (первоначально называлась «Hit Me» или «I’m Gonna Love You»), по словам Ботника, заимствует органный рифф из интро «Break On Through (To the Other Side)». Песня была записана одной из первых и родилась после сильной ссоры Кригера с его девушкой Линн, которая поддразнивала парня словами «Давай, ну же, ударь меня! Я не боюсь тебя»; Джим предложил заменить «Ударь меня» на более мягкое «Дотронься до меня». Ротшильд пригласил музыканта Кёртиса Эми для записи энергичного соло тенор-саксофона в стиле Джона Колтрейна и Арчи Шеппа, чтобы завершить «Touch Me». Песня заканчивается выражением «Сильнее грязи», отсылающее к популярному в 1960-х чистящему средству «Аякс». По мнению писателя Мика Уолла, трек добился громкого успеха у молодой аудитории благодаря «чувственным» отсылкам к физическому контакту и сексу.
Затем следует фанк-песня «Shaman’s Blues» с «редким» свинг-размером 6/8. Многие критики причисляют эту блюз-джаз импровизацию, наряду с «Runnin’ Blue», к самым недооценённым с The Soft Parade. Стейси Ливайн в рецензии на диск признала «Shaman’s Blues» «фаворитом» поклонников группы. По мнению писателя Джеймса Риордана, текст «Shaman’s Blues» отсылает к внутренним сомнениям Джима и его тяге к некому исходу, например, смерти как побегу. Четвёртый трек с альбома — «Do It» — написан Моррисоном и Кригером; Мик Уолл охарактеризовал его как «отталкивающий» и назвал «заполнителем пустоты» строчку «Пожалуйста, послушайте меня, детки», добавив: «Что-то подобное может придумать любой клуб безмозглых [музыкантов]». Будучи единственной совместной работой Моррисона и Кригера на The Soft Parade, некоторые рецензенты критиковали «Do It» за повторяющиеся строчки и простую мелодию. Следующая композиция, навеянная кантри и вестерном «Easy Ride» с рок-концовкой, была описана прессой как «би-сайд Тома Джонса». Со слов Риордана, «[от „Easy Ride“] мало толку, но она в значительной степени раскрывает „шизофрению“ альбома».

### Сторона 2
Вторая сторона открывается «Wild Child», сочетающей звучание блюз-рока и фанка с риффом в стиле хард-рока; была записана в июле 1968 года, одной из первых для альбома. Сессия с записью вокала Моррисона была отснята и включена в документальный фильм «Праздник друзей». По мнению критика Стейси Ливайн, слова «Дитя не твоей мамы и не твоего отца / Ты наше дитя» Моррисон относит либо к «печальной иконе» Дженис Джоплин, либо к «встревоженному народу». Строчка «Вы помните то время, когда мы были в Африке?» в конце трека была случайностью — Джим произнёс её до остановки записи, «выйдя из образа», и это смутило Кригера, игравшего на Gibson SG. Критик Мик Уолл подчёркивал, что «Wild Child» — единственный трек на диске, избежавший «удушения коксовым месивом Ротшильда». Риордан отметил «тёмное и гипнотическое» рок-звучание «Wild Child» и сюрреалистический текст композиции.
Следующий трек, «Runnin’ Blue» вызвал у некоторых критиков неоднозначную реакцию: «[песня] не знает, что хочет представлять собой». Сочетая соул и блюграсс, в ней также присутствует духовая секция в стиле ритм-н-блюз, партии фидели, характерные для кантри, и даже мандолины. Моррисон поёт основную часть композиции, а Кригер — припев. Исполнение второго как критики, так и поклонники сравнивали со стилем Боба Дилана. Кроме того, в тексте «Runnin’ Blue» Кригер отдаёт дань уважения музыканту Отису Реддингу, трагически погибшему за год до записи The Soft Parade. Предпоследняя композиция альбома, «Wishful Sinful», «одна из самых преследующих песен пластинки» по мнению Стейси Ливайн, была также написана Кригером. Будучи «более глубоким по смыслу» треком лонгплея, в его тексте имеется «странная двойственность»: желания, мечты и фантазии отождествляются со страстной стороной жизни, а дикость — со злой, «провоцируя мысли о принципе удовольствия/неудовольствия, добре и зле, Боге и Дьяволе, и, возможно, о Джиме Моррисоне». Риордан высказал предположение, что в «Wishful Sinful» речь может идти о Джиме, но скорее всего это «просто поп-стандарт. Аранжировка великолепна, но не для The Doors, поскольку вокал теряется на фоне струнных и деревянных духовых инструментов».
В основе самой длинной композиции альбома, «The Soft Parade», лежит «смена позиций», позволяющая Моррисону «вернуться к своим южным корням», изображая то проповедника («Но, молясь Богу, ты не можешь что-либо просить»), то умоляющего об убежище («Можешь ли ты найти мне тихий приют?») и в конце объявляющего свои любимые «греховные» вещи («Мятный леденец, мини-юбки, шоколадные конфеты, / Саксофон «Champion» и девочка по имени Сэнди»). Далее звучание в корне меняется — «мрачная, почти восточная» часть трека переходит в «оживлённые калифорнийские мотивы». Затем следует рок-секция, которая, по мнению Риордана, частично напоминает стиль Strange Days. Со слов Ричи Антербергера с сайта AllMusic, трек является лучшей попыткой группы соединить рок-музыку и поэзию. Критик Даг Сандлинг отметил в «The Soft Parade» влияние эйсид-рока и сайншайн-попа и окрестил её как самую разностороннюю композицию Моррисона. По мнению Мика Уолла, «музыкальная многословность» трека впоследствии определила новое звучание прогрессивного рока, например, таких групп, как Yes и Soft Machine. Музыкальный журналист Стивен Дейвис назвал «The Soft Parade» «эпизодической рок-оперой».
Тексты Моррисона на The Soft Parade отличаются автобиографичностью и символичностью. Так, в завершающем диск треке музыкант заявляет о четырёх способах «потерять рассудок»: спать, путешествовать, стать бандитом, что скрывается в горах, и любить соседа своего, пока его жена не вернётся домой. Риордан трактует их как четыре доступных для Моррисона выхода: «он может самостоятельно уйти из сознания, сбежать на какое-то время в путешествие (ментально или физически), восстать против напряжения или поставить под сомнение всё, что он считал за правду». Джеймс Хант трактует строчку «И ещё один — любить соседа своего, пока / Его жена не вернётся домой» как отражение влияния сексуальной революции, нашедшей поддержку со стороны правозащитников свободной любви и свободных браков, но точно не как метафора продолжительных супружеских измен. Анализируя числовую символику в творчестве The Doors, лингвист Борис Шарифуллин сравнил четыре способа раскрутки с четырьмя стихиями культа природы у североамериканских индейцев: сон — земля, путешествие — вода, разбой (=война) — огонь, любовь — ветер. Таким образом, сон — это метафора смерти, море и река — плавание, а «любовь так же стихийна, но и непостоянна, как и ветер».

## Выход и отзывы критиков
| Оценки критиков               | Оценки критиков |
| Источник                      | Оценка          |
| ----------------------------- | --------------- |
| AllMusic                      | [ 35 ]          |
| MusicHound Rock               | 3.5/5           |
| The Rolling Stone Album Guide | [ 47 ]          |
| Rolling Stone                 | отрицательно    |
| Slant                         | [ 30 ]          |
| The Village Voice             | B–              |

The Soft Parade вышел в свет 18 июля 1969 года на лейбле Elektra. 9 августа альбом дебютировал с 24 позиции в чарте Billboard 200, а уже через неделю переместился на 9 место. Своего пика пластинка достигла 23 августа, заняв 6 строчку чарта, однако уже через две недели The Soft Parade начал терять позиции и к 22 ноября достиг 42 позиции, соответственно покинув топ-30 Billboard 200. Всего лонгплей провёл в чарте 28 недель. Несмотря на то, что ему так и не удалось возглавить Billboard 200, в британском UK Albums Chart он вовсе не смог дебютировать, хотя в его поддержку были выпущены три сингла. «Touch Me» вышел в декабре 1968 года и впоследствии стал одним из крупнейших хитов группы, особенно в Соединённых Штатах, где добрался до третьей строчки Billboard Hot 100 и в феврале 1969 года получил золотую сертификацию RIAA. Второй и третий синглы — «Wishful Sinful» и «Tell All the People» — имели меньший успех в отличие от первого, достигнув 44 и 57 позиций в Hot 100 соответственно. В августе 1969 года, уже после выхода The Soft Parade, «Runnin’ Blue» была издана как последний сингл с пластинки и достигла 64 места в американском чарте. В то же время сам альбом был отмечен золотой сертификацией за 500 тысяч проданных копий в Соединённых Штатах, а почти через 18 лет получил статус платинового (за 1 миллион проданных экземпляров).
Хотя The Soft Parade был успешен в коммерческом плане, он получил некоторое неодобрение со стороны первых поклонников The Doors и андеграундной сцены, сетовавших, в основном, на добавление в аранжировки струнных и духовых инструментов. Различные модернистские издания также не очень лестно отзывались о диске, например, Дэвид Уолки из нью-йоркского East Village Other отметил, что Пол Ротшильд «испортил альбом своими приторными аранжировками» и предложил переименовать лонгплей в The Rothchild Strings Play the Doors (с англ. — «Струнные Ротшильда играют The Doors»). Миллер Фрэнсис-младший в рецензии для газеты The Great Speckled Bird выразил возмущение неудачной попыткой группы исполнить арт-рок, подчеркнув: «The Soft Parade звучит так помпезно, словно это что-то написанное, нежели исполненное». Обозреватель Алек Дубро в своей статье для Rolling Stone, иронизируя, порекомендовал послушать диск тем людям, что «скучают до слёз, лишь бы время шло медленнее». Критик оценил пластинку крайне негативно и пожаловался на то, что «одна из движущих сил рока [The Doors] позволила себе деградировать». В январе 1970 года Роберт Кристгау подготовил рецензию на лонгплей для издания The Village Voice, в которой отмечал: «Никто уже и не думает о The Doors — такова их репутация [на данный момент] — но это вполне годная пластинка с предсказуемыми недочётами и двумя-тремя мощными треками (например, „Touch Me“ и „Wild Child“). Так или иначе, поводов для волнения нет».
Обозреватель Creem Ричард Ригель охарактеризовал оказанное на репутацию группы влияние The Soft Parade следующим образом: «Если Waiting for the Sun вынудил ранних хиппи усомниться в The Doors как в олицетворении авангарда, то с выходом The Soft Parade они потеряли всякий интерес к творчеству группы». Критик Ричи Антербергер с сайта AllMusic отнёсся к альбому более благосклонно, подчеркнув: «Как минимум половина пластинки достаточно хороша, особенно хит „Touch Me“ (наиболее гармоничное сочетание оркестровок группы)». В то же время, Антербергер окрестил The Soft Parade как «самый слабый альбом The Doors, записанный с Моррисоном», а также посетовал на конечный список композиций, включая «филлерные» «Do It» и «Runnin’ Blue». Дэнни Шугермэн в биографии «Никто из нас не выйдет отсюда живым» писал: «Но везде лирический импульс [The Soft Parade] был более слабым, чем на предыдущих альбомах, а использование <…> струнных <…> и духовых инструментов <…> затуманило когда-то прозрачное звучание The Doors». Рецензент Сэл Чинкемани из Slant заключил, что The Soft Parade, «был, несомненно, началом истории группы, а не её концом».

### Переиздания на CD
В 1999 году Ботник ремастеризовал и ремикшировал The Soft Parade; версия с 24-битным разрешением была переиздана в 2006 году, выпущенного в рамках 40-летия пластинки, в составе CD и DVD бокс-сета Perception, который также включал видео с записью живого исполнения заглавного трека альбома. Кроме того, в него были добавлены бонус-треки, записанные во время сессий The Soft Parade, но отвергнутые во время формирования конечного списка композиций: «Who Scared You», «Whisky, Mystics, and Men» и «Push Push».

## Список композиций
Все песни спродюсированы Полом Ротшильдом.
| №  | Название              | Автор(ы)         | Длительность |
| -- | --------------------- | ---------------- | ------------ |
| 1. | «Tell All the People» | Робби Кригер     | 3:21         |
| 2. | «Touch Me»            | Кригер           | 3:12         |
| 3. | «Shaman’s Blues»      | Джим Моррисон    | 4:49         |
| 4. | «Do It»               | Моррисон, Кригер | 3:08         |
| 5. | «Easy Ride»           | Моррисон         | 2:43         |

| №                   | Название            | Автор(ы)            | Длительность |
| ------------------- | ------------------- | ------------------- | ------------ |
| 1.                  | «Wild Child»        | Моррисон            | 2:36         |
| 2.                  | «Runnin’ Blue»      | Кригер              | 2:27         |
| 3.                  | «Wishful Sinful»    | Кригер              | 2:58         |
| 4.                  | «The Soft Parade»   | Моррисон            | 8:36         |
| Общая длительность: | Общая длительность: | Общая длительность: | 35:06        |

| №   | Название                              | Автор(ы)         | Длительность |
| --- | ------------------------------------- | ---------------- | ------------ |
| 10. | «Who Scared You»                      | Моррисон, Кригер | 3:58         |
| 11. | «Whiskey, Mystics and Men» (версия 1) |                  | 2:28         |
| 12. | «Whiskey, Mystics and Men» (версия 2) |                  | 3:04         |
| 13. | «Push Push»                           |                  | 6:05         |
| 14. | «Touch Me» (диалог)                   |                  | 0:28         |
| 15. | «Touch Me» (дубль 3)                  |                  | 3:40         |

| №   | Название                                                    | Автор(ы)         | Длительность |
| --- | ----------------------------------------------------------- | ---------------- | ------------ |
| 10. | «Who Scared You»                                            | Моррисон, Кригер | 3:55         |
| 11. | «Tell All the People» (только The Doors)                    |                  | 3:23         |
| 12. | «Touch Me» (с дополнительной дорожкой Кригера)              |                  | 3:12         |
| 13. | «Runnin’ Blue» (с дополнительной дорожкой Кригера)          |                  | 2:29         |
| 14. | «Wishful Sinful» (с дополнительной дорожкой Кригера)        |                  | 2:57         |
| 15. | «Who Scared You» (только The Doors)                         |                  | 3:18         |
| 16. | «Roadhouse Blues» (с вокалом Манзарека)                     |                  | 5:28         |
| 17. | «(You Need Meat) Don’t Go No Further» (с вокалом Манзарека) |                  | 4:29         |
| 18. | «I’m Your Doctor» (с вокалом Манзарека)                     |                  | 3:56         |
| 19. | «Touch Me» (только The Doors)                               |                  | 3:13         |
| 20. | «Runnin’ Blue» (только The Doors)                           |                  | 2:29         |
| 21. | «Wishful Sinful» (только The Doors)                         |                  | 2:57         |

| №   | Название                                                 | Длительность |
| --- | -------------------------------------------------------- | ------------ |
| 22. | «I Am Troubled»                                          | 0:39         |
| 23. | «Seminary School (a.k.a. Petition the Lord With Prayer)» | 2:19         |
| 24. | «Rock Is Dead» (полная версия)                           | 64:04        |
| 25. | «Chaos»                                                  | 3:06         |

## Участники записи
Данные взяты из буклета переиздания The Soft Parade.
The Doors
- Джим Моррисон — вокал, бэк-вокал, маракас, бубен, хлопки (трек 5)
- Рэй Манзарек — пианино, орган Gibson G-101[англ.], электропиано RMI (треки 3, 9), орган Хаммонда (треки 4, 6, 9), клавесин (треки 2, 9)
- Робби Кригер — соло-гитара, соведущий вокал (трек 7)
- Джон Денсмор — ударные, хлопки (трек 5)

Музыканты
- Харви Брукс[англ.] — бас-гитара (треки 1—4, 7, 9)
- Дуглас Лубан[англ.] — бас-гитара (треки 5, 6, 8)
- Пол Харрис — оркестровые аранжировки (треки 1, 2, 7, 8, 10)
- Кёртис Эми[англ.] — соло саксофона (трек 2)
- Рейнол Андино — конга
- Джордж Боханон — соло тромбона
- Джимми Бьюкенен — фидель (трек 7)
- Джесси Макрейнольдс[англ.] — мандолина
- Чэмп Уэбб — соло альтового гобоя (трек 8)

Технический персонал
- Пол Ротшильд — продюсер
- Брюс Ботник[англ.] — звукоинженер
- Джоэл Бродски[англ.] — фотографии
- Питер Шауманн — оформление конверта грампластинки
- Уильям С. Харви — арт-директор

## Чарты и сертификации

### Альбом
| Год  | Чарт             | Высшая позиция |
| ---- | ---------------- | -------------- |
| 1969 | США (Pop Albums) | 6              |

### Синглы
| Год  | Сингл                                      | Чарт              | Высшая позиция |
| ---- | ------------------------------------------ | ----------------- | -------------- |
| 1968 | «Touch Me» Би-сайд: «Wild Child»           | США (Pop Singles) | 3              |
| 1969 | «Wishful Sinful» Би-сайд: «Who Scared You» | США (Pop Singles) | 44             |
| 1969 | «Tell All the People» Би-сайд: «Easy Ride» | США (Pop Singles) | 57             |
| 1969 | «Runnin’ Blue» Би-сайд: «Do It»            | США (Pop Singles) | 64             |

### Сертификация
| Великобритания                                     | Серебряный | 60 000^    |
| Канада                                             | Платиновый | 100 000^   |
| США                                                | Платиновый | 1 000 000^ |
| ^ данные о партиях основаны только на сертификации |            |            |